# A-Rosa Flora
Die A-Rosa Flora ist ein Flusskreuzfahrtschiff der A-ROSA Flussschiff GmbH und wird seit dem Saisonstart 2014 auf den Flüssen Rhein, Main, Mosel, und Donau eingesetzt. Das Schiff ist baugleich mit seinem Schwesterschiff, der A-Rosa Silva, das bereits 2012 in Dienst gestellt wurde. Eine Besonderheit der A-Rosa Flora ist, dass sie über zwei Familienkabinen verfügt und somit gezielt für Familienreisen eingesetzt werden kann.

## Geschichte
Noch vor der Übergabe des neunten Schiffes der A-ROSA-Flotte, der A-Rosa Brava, beauftragte die Rostocker Reederei am 14. Februar 2011 die Neptun-Werft mit der Anfertigung von zwei baugleichen Fahrgastschiffen für den Einsatz auf Donau, Main, Mosel und Rhein. Die Schiffe wurden speziell für die geringen Schleusenmaße und Brückenhöhen des Main-Donau-Kanals konzipiert. Außerdem sollten sie den Bedürfnissen der Fahrgäste nach komfortablem Reisen auch auf längeren Routen wie von Amsterdam bis zum Donaudelta nachkommen. Geplant war, dass die beiden Schiffe 2012 und 2013 in ausgeliefert werden sollen. Nachdem A-Rosa-Silva ausgeliefert wurde, änderte die Reederei das Auslieferungsjahr für A-Rosa Flora aus strategischen Gründen auf das Jahr 2014. Die Kiellegung erfolgte am 12. April 2013, fertiggestellt war das Schiff in der letzten Novemberwoche. Aus Platzgründen überführte Neptun die A-Rosa Flora zur Meyer Werft in Papenburg, wo es bis zur Ablieferung am 13. März 2014 abgestellt wurde. Am 3. April 2014 wurde sie in Mainz getauft – Taufpatin war die Schauspielerin und Sängerin Yvonne Catterfeld. Die Jungfernfahrt der A-Rosa Flora startete am 5. April 2014 auf der Fahrtroute von Köln–Trier–Köln.

## Ausstattung
Die A-Rosa Flora verfügt über sieben Junior- und vier Balkonsuiten (Außenkabinen) und ist damit das Schiff mit den meisten Suiten der Rostocker Reederei. Neben 70 Außenkabinen wurden auch erstmals zwei Familienkabinen (ebenfalls Außenkabinen) in das Schiffskonzept integriert. Bei einer Größe von 18,5 m² finden bis zu vier Personen je Kabine Platz. Zudem ist das neue Flussschiff unter anderem mit zwei Restaurants, zwei Café-Bars, Finnischer- und Dampfsauna im SPA-ROSA sowie einem Außenpool ausgestattet.

## Technik
Die A-Rosa Flora ist wie die A-Rosa Silva mit vier Dieselmotoren Volvo Penta D12-450MH(KC), die vier Schottel-Ruderpropeller STP 200 mit Twin-Propellern antreiben, ausgestattet. Weiterhin verfügt das Schiff über eine Bugstrahlanlage vom Typ Pump Jet-SPJ 82 von Schottel, die von einem 400 kW starken Dieselmotor angetrieben wird. Das Schiff ist 135 Meter lang und 11,40 Meter breit. Der Tiefgang wird mit 1,60 Meter bei Normallast angegeben, die Höhe über Wasser mit 6,00 Meter. Durch das Absenken des Steuerhauses sowie Umlegen von Geländern und Sonnensegel kann die Höhe für Fahrten auf Gewässern mit niedrigen Brückendurchfahrten verringert werden.